# Mike Baldwin
Mike Baldwin (* 15. Januar 1955 in Pasadena, Kalifornien) ist ein ehemaliger US-amerikanischer Motorradrennfahrer.

## Karriere
Mike Baldwins erstes Motorrad war im Alter von 14 Jahren ein Minibike, angetrieben von einem Rasenmähermotor. Ein Jahr später stieg er auf eine 50-cm³-Honda um, mit der er durch die umliegenden Wälder fuhr.
1972, im Alter von 17 Jahren, sah Baldwin gemeinsam mit einem Freund ein Motorradrennen, was die beiden dazu animierte, ihre Motorräder mit Startnummerntafeln zu versehen und selbst an einem Clubrennen teilzunehmen. Baldwin belegte mit seiner Kawasaki 750 H2 auf Anhieb den fünften Platz. Seine Eltern wussten zu dieser Zeit noch nichts von der Rennsporttätigkeit ihres Sohnes.
In den Semesterferien besuchte Mike Baldwin einen Kurs bei Kawasaki und wurde danach Serviceleiter in einer neu gegründeten Kawasaki-Niederlassung. Ein wohlhabender Kunde dieser Niederlassung und Förderer Baldwins hatte eine stark getunte Kawasaki Z1 und bat Baldwin, diese Maschine einmal auf einer Rennstrecke zu bewegen. Während dieser Testfahrten erwarb der Kunde für Baldwin von einem anderen Rennfahrer je eine Yamaha TZ 125 und eine TZ 250. Baldwin startete auf diesen Maschinen einige Wochen später in Kanada und gewann dort auf Anhieb das Rennen in der 250-cm³-Klasse, dabei schlug er den für Yamaha-Kanada startenden späteren Formel-750-Weltmeister Steve Baker. Es folgten etliche weitere Siege bei diversen Clubrennen auf den Yamaha TZ.
Mitte der 1970er-Jahre nahm Mike Baldwin auf Superbikes der italienischen Marken Ducati und Laverda an Langstreckenrennen teil, teilweise startete er bei Clubrennen an einem Rennwochenende in acht bis neun Klassen gleichzeitig. Außerdem nahm er auch an Dirttrack- und im Winter an Eisrennen teil, um dadurch seine fahrerischen Fähigkeiten und die Maschinenbeherrschung zu verbessern.
1975 startete Baldwin in einer Einsteigerklasse der AMA, gefüllt mit Aufsteigern aus der Clubklasse, dabei Talente wie Richard Schlachter, Dave Roper, David Emde und Harry Klinzmann.
Im Jahr 1976 war Baldwin einer der erfolgreichsten Fahrer in der AMA-250-cm³-Klasse, aber seinen großen Durchbruch hatte er auf einer von Reno Leoni aufgebauten Moto Guzzi Le Mans in einem AMA-Superbike-Rennen in Loudon. Bald trat Baldwin in allen drei Klassen der AMA-Straßenmeisterschaft an, in der Formel 750, der 250-cm³-Grand-Prix- und der Superbike-Klasse; dabei konnte er einen Superbike-Lauf in Charlotte gewinnen.
1978 gewann Mike Baldwin mit seiner Yamaha TZ 750 die Formel-1-Straßenmeisterschaft (Nachfolgeserie der Formel 750) unter anderem durch Siege in Sears Point und in Pocono; eindrucksvoll war auch sein dritter Platz in Laguna Seca hinter den erfolgreichen amerikanischen Teilnehmern an der Motorradweltmeisterschaft Kenny Roberts sr. und Steve Baker. Außerdem war er in diesem Jahr in Kanada und Suzuka (Japan) bei zwei Läufen der Formel-750-Weltmeisterschaft erfolgreich. In Kanada, wo das Rennen auf der Strecke von Mosport ausgetragen wurde, schlug er den damaligen US-Spitzenfahrer und späteren Weltmeister Kenny Roberts haushoch mit einem Vorsprung von 40 Sekunden. Außerdem gewann Baldwin 1978 zusammen mit Wes Cooley auf Suzuki das erstmals ausgetragene 8-Stunden-Rennen von Suzuka, Japan.
Im Jahre 1979 nahm Kawasaki den talentierten Fahrer unter Vertrag. Und fast hätte Baldwin die so genannte Daytona Triple Crown, den Gewinn der Daytona 200, der Lightweight-Klasse und der Superbike-Klasse feiern können, wenn ihn nicht ein Trainingsunfall, bei dem er sich das Schlüsselbein gebrochen hatte, gestoppt hätte. Da er durch diese Verletzung nicht am Qualifying teilnehmen konnte, musste er in der Daytona 200 am Ende des Feldes starten. Die Führenden hatten bereits drei Viertel der ersten Runde zurückgelegt, als die dritte Startgruppe mit Baldwin am Ende auf die Strecke geschickt wurde. Am Ende errang er mit seiner Kawasaki KR 750 trotz des großen Startrückstandes und der schmerzenden Schulter den vierten Platz und konnte sich als moralischer Sieger fühlen.
Neben seinem Engagement in den AMA-Rennen nahm Mike Baldwin 1979 mit einer privaten Suzuki auch an Rennen der 500-cm³-Klasse zur Motorrad-Weltmeisterschaft in Europa teil. Unter anderem mit einer Pole-Position und Rang drei im spanischen Grand Prix von Spanien in Jarama. Während dieser Rennen entwickelte er sich als Kenny Roberts’ Herausforderer um die Krone des besten US-amerikanischen Motorradrennfahrers, bis eine Verletzung ihn zu einer Pause zwang.
In einem Rennen in Loudon im Juni 1979 für Kawasaki erlitt Mike Baldwin bei einem Unfall einen komplizierten Beinbruch, erst Mitte 1980 konnte er – immer noch nicht vollständig genesen – wieder am Rennbetrieb teilnehmen, nun für Honda, als Unterstützung für Freddie Spencer, der für Honda die AMA-Superbike-Meisterschaft gewinnen sollte. Am Ende war Baldwin Neunter der Meisterschaft.
1981 nahm Baldwin gemeinsam mit David Aldana für Honda an der Langstrecken-Weltmeisterschaft teil. Obwohl dem Team in diesem Jahr kein Glück beschieden war, konnte Baldwin zum zweiten Mal in seiner Karriere das 8-Stunden-Rennen von Suzuka gewinnen.
Im folgenden Jahr, 1982, war Mike Baldwin wieder vollständig genesen und fuhr nun wieder in den USA. Für Honda ging er mit der revolutionären FWA 1000 V-Four an den Start und verhalf damit dem Unternehmen zum ersten Gewinn eines Titels in der AMA-Foreml-1-Meisterschaft mit einem Viertakt-Motorrad. Baldwin war auch in den nächsten Jahren in dieser Klasse erfolgreich und konnte seinen Titel in den Jahren 1983, 1984 und 1985 verteidigen. In der AMA-Superbike-Meisterschaft des Jahres 1982 wurde Baldwin Zweiter hinter dem Kawasaki-Fahrer Eddie Lawson, 1983 erreichte er ebenfalls den zweiten Gesamtrang, dieses Mal hinter Wayne Rainey (Kebenfalls awasaki).
1984 konnte Baldwin mit einer Werks-Honda zum dritten Mal – und damit als erster Fahrer überhaupt – die 8 Stunden von Suzuka gewinnen, dieses Mal im Team mit Fred Merkel.
Im Jahr 1985 nahm der US-Amerikaner parallel zu den AMA-Rennen in den USA an den rennfreien Wochenenden mit seinen Hondas wieder an einigen Rennen der Weltmeisterschaft in der 500-cm³-Klasse in Europa teil und schloss die Saison mit Gesamtrang zehn, punktgleich mit Boet van Dulmen ab.
1986 absolvierte Baldwin auf Yamaha im Team Lucky Strike Roberts im Team von Kenny Roberts mit dem vierten Gesamtrang seine erfolgreichste Saison in der 500er-WM. Er erreichte in elf Rennen fünf Podiumsplatzierungen und musste sich in der Gesamtwertung nur Eddie Lawson (Yamaha), Wayne Gardner (Honda) und seinem Teamkollegen Randy Mamola geschlagen geben. Im gleichen Jahr erzielte er den letzten Sieg seiner Karriere bei einem nationalen Rennen in Laguna Seca.
Im Jahr 1987 verletzte sich Mike Baldwin beim Großen Preis von Deutschland auf dem Hockenheimring, so dass er danach bei einigen Läufen auf den Start verzichten musste und mit lediglich sechs Punkten auf Rang 18 abschloss.
Im letzten „Vollzeit“-Jahr seiner Rennkarriere, 1988, startete Baldwin für ein privates Team auf einer Honda. Seine beste Platzierung war Rang zehn beim Großen Preis der USA; am Ende lag er auf Platz 19. Außerdem erzielte er auf einer Suzuki den vierten Rang der Gesamtwertung in der AMA–Superbike-Meisterschaft.
Nach 1988 nahm Baldwin noch sporadisch an verschiedenen nationalen Rennen in den USA teil, sein letztes bestritt er auf einem Honda-Superbike in Miami im November 1991.
Nach seiner aktiven Karriere eröffnete Baldwin eine Rennfahrerschule, später fand er eine Anstellung bei einem Mineralölunternehmen.
Mike Baldwin ist verheiratet und hat zwei Kinder.

## Statistik

### Erfolge
- Sieg beim 8-Stunden-Rennen von Suzuka: 1978, 1981, 1984

### Ehrungen
- Aufnahme in die Motorcycle Hall of Fame[1]

### In der Motorrad-Weltmeisterschaft
| Saison | Klasse  | Motorrad | Rennen | Podien | Poles | Punkte | Ergebnis |
| ------ | ------- | -------- | ------ | ------ | ----- | ------ | -------- |
| 1979   | 500 cm³ | Suzuki   | 4      | 1      | 1     | 17     | 13.      |
| 1981   | 500 cm³ | Suzuki   | 1      | –      | –     | 0      | –        |
| 1985   | 500 cm³ | Honda    | 10     | –      | –     | 18     | 11.      |
| 1986   | 500 cm³ | Yamaha   | 11     | 5      | –     | 78     | 4.       |
| 1987   | 500 cm³ | Yamaha   | 5      | –      | –     | 6      | 18.      |
| 1988   | 500 cm³ | Honda    | 6      | –      | –     | 14     | 19.      |
| Gesamt | Gesamt  | Gesamt   | 37     | 6      | 13    | 133    |          |